# نوكيا س2-02
نوكيا س2-02 هو هاتف أنتجته نوكيا.

## الامكانيات
هذا الجهاز التي تعمل باللمس وشاشة تعمل باللمس لديه نوع 2.6 بوصة مقاوم مع دقة 240 × 320 بكسل. ويرصد تعمل عن طريق اللمس من 3 طبقات ويتطلب منك ضغط عليها لاستشعار مجال اللمس. الشاشة التي تعمل باللمس مقاوم يعمل مع أي أجهزة التأشير مثل القلم، القلم، أو حتى مسمار. استخدام جهاز تأشير يجعل استخدام الشاشات التي تعمل باللمس أكثر دقة.
وقد تم تجهيز هذا الهاتف نوكيا مع البريد دفع يتيح لك البقاء على اتصال مستمر مع دائرة الخاص بك المهنية. والفيسبوك وتويتر العميل، المحملة مسبقا على الهاتف الخاص جنبا إلى جنب مع Gtalk و تبقي لكم تحديث على أصدقائك. كاميرا 2 ميغابيكسل على نوكيا C2-02 محملة تقريب رقمي 4X، الموقت الذاتي وعدسة الكاميرا كامل الشاشة مع الضوابط التي تعمل باللمس، تؤهلكم للحصول على تجربة التصوير الفوتوغرافي مثيرة.

### البطارية والتخزين
A BL-5C 1020 ماه بطارية Li-Ion القوى نوكيا هذا الهاتف ويتيح لك الوقت للحديث من 5 ساعات وزمن الانتظار من 600 ساعة. هذا الجهاز يحتوي على ذاكرة داخلية 10 ميغابايت من الذاكرة ويمكن توسيعها حتى 32 جيجا بايت باستخدام بطاقات microSD.

### الوسائط المتعددة
نوكيا C2-02 يحتوي على مشغل موسيقى كامل يدعم تنسيقات مختلفة مثل AMR، MIDI، MP3، AAC و WAV (ADPCM، PCM). A المدمج في سماعة الهاتف 106 الذي يعطي عمق ووضوح يتم تحميله على الهاتف لجعل الموسيقى ممتعة وممتعة.
تسجيل الفيديو مع نوكيا C2-02 هو سهلة وممتعة. يمكنك تسجيل الفيديو بجودة تصل إلى 15 إطارا في الثانية بدرجة وضوح الحد الأقصى من 176 × 144 خلية. A راديو FM ستيريو مع ميزة تسجيل يتيح لك الاستماع إلى محطات الموسيقى المفضلة لديك وتسجيل تلك الألحان أنت لا تريد أن تفوت فرصة.

### الاتصال
يتم دعم جي بي آر إس معدلات البيانات المحسنة لتطور نظام جي إس إم ومنصات للاتصال بالإنترنت من جهازك نوكيا C2-02. الفورية رسول، دردشة والبريد، ودعم الشبكات الاجتماعية على هذا الهاتف يجعل من جهاز مفيد لتنفيذ والكمال لمساعدتك على البقاء على اتصال. يمكن بلوتوث ومنفذ microUSB على الهاتف الاتصال بأجهزة أخرى ومشاركة الملفات.

## صور

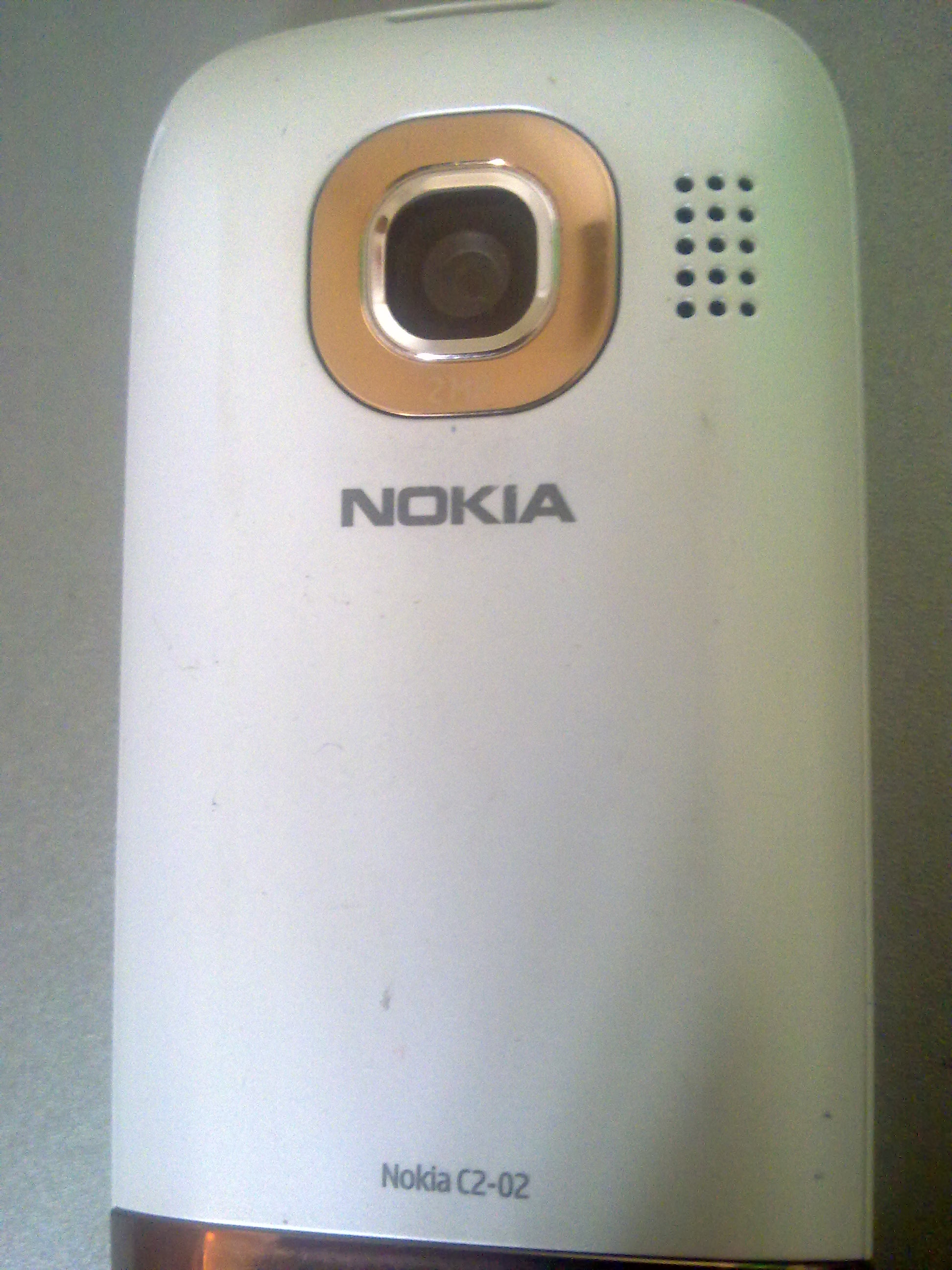

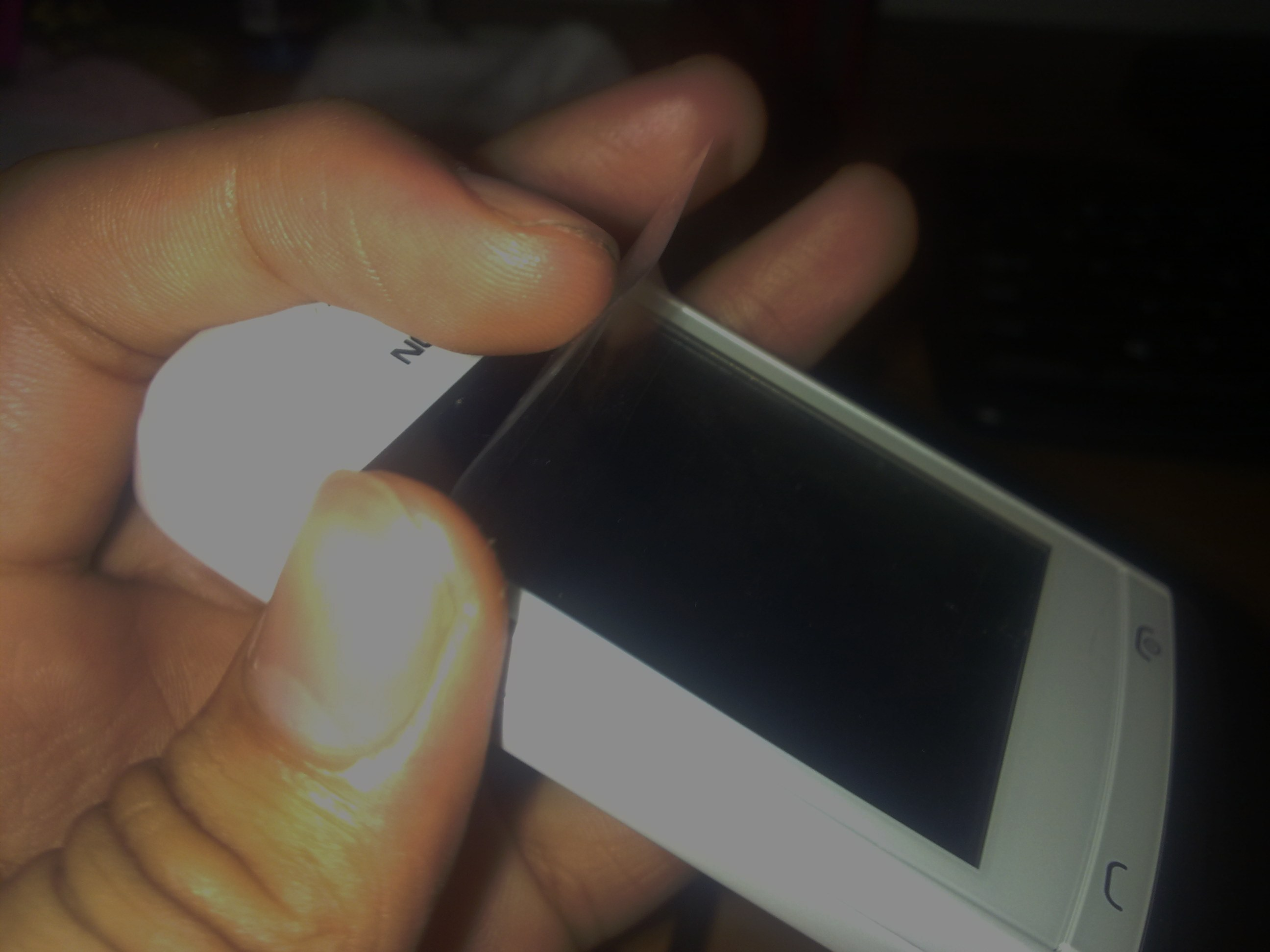